# Charles Lomberg
Charles Lomberg (Charles Georg Lomberg; * 4. Dezember 1886 in Göteborg; † 6. März 1966 ebenda) war ein schwedischer Leichtathlet.
Bei den Olympischen Spielen 1912 in Stockholm kam er im Weitsprung auf den 17. Platz und im Fünfkampf auf den 16. Platz. Im Zehnkampf wurde er Dritter und rückte nach der Disqualifikation von Jim Thorpe auf den Silberrang vor.
1912 wurde er schwedischer Meister im Zehnkampf.